# Apsilocephalidae
Famille
Les Apsilocephalidae sont une famille de diptères.

## Liste des genres
Selon BioLib (25 octobre 2018) :
- genre Apsilocephala Kröber, 1914
- genre Burmapsilocephala Gaimari & Mostovski, 2000 †
- genre Clesthentia White, 1915
- genre Kaurimyia Winterton & Irwin, 2008
- genre Kumaromyia Grimaldi & Hauser in Grimaldi & al., 2011 †

## Publication originale
- (en) Nagatomi, Saigusa, Nagatomi & Lyneborg, 1991 : The Genitalia of the Apsilocephalidae (Diptera) (introduction).